# Lithacodia albiclava
Lithacodia albiclava là một loài bướm đêm trong họ Noctuidae.